# Добро пожаловать в Гармонию
«Добро пожаловать в Гармонию» (англ. Welcome to Harmony), также известен как «Вымирание» (англ. Extinction) — постапокалиптический фильм 2015 года испанского режиссёра Мигеля Виваса. В главных ролях снимались Джеффри Донован, Мэттью Фокс и Куинн Макколган. Одним из продюсеров выступил режиссёр Жауме Кольет-Серра.

## Сюжет
Проходит девять лет после эпидемии, уничтожившей практически всё население Земли. В центре сюжета — трое людей, которые живут в опустевшем американском городке Гармония (Harmony). Джек и Патрик когда-то были лучшими друзьями, но после гибели жены Джека, теперь они друг друга сторонятся. Джек запрещает дочери общаться с соседом, но Лу, заинтересовавшись собакой Патрика, возможно, сможет растопить лёд между старыми приятелями. Им всё равно придётся сплотиться, так как в Гармонии появляются кровожадные мутанты.

## В ролях
- Джеффри Донован — Джек
- Мэттью Фокс — Патрик
- Куинн МакКолган — Лу
- Клара Лаго — беременная женщина
- Валерия Веро — Эмма
- Алекс Хафнер — сержант Левински
- Мэтт Девере — солдат
- Лили Бордан — жена

## Производство
Фильм был анонсирован 20 декабря 2013 года. Съёмки начались 21 февраля 2014 года в Будапеште.

## Критика
Фильм получил смешанные отзывы. Metacritic дал ему 46 баллов из 100. На Rotten Tomatoes поставили оценку 5,2/10.